# Interflug
Interflug GmbH (em alemão:  Interflug Gesellschaft für internationalen Flugverkehr m.b.H.) foi uma companhia aérea da República Democrática Alemã que operou de 1963 a 1990. Baseada em Berlim Leste, operou voos regulares e charter para destinos europeus e intercontinentais a partir de seu hub no Aeroporto de Berlim-Schönefeld, focando em países membros do COMECON. Após a Reunificação da Alemanha, a companhia foi encerrada.

## História

### Primeiros anos

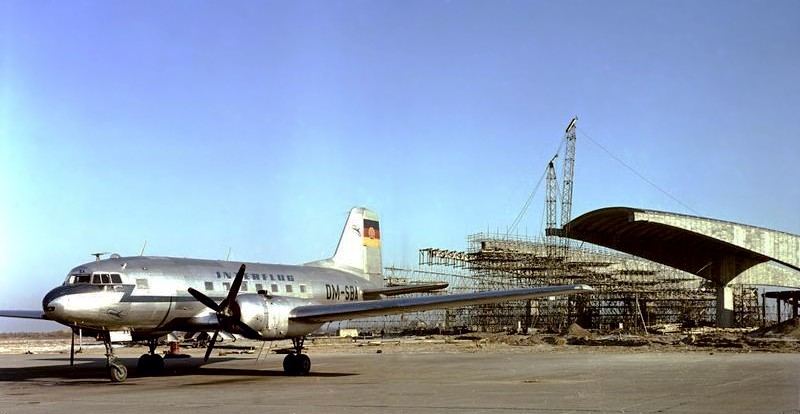
Um Ilyushin Il-14 da Interflug no Aeroporto de Schönefeld em 1961, época na qual o terminal estava sob construção

Até 1945, a Deutsche Lufthansa operou como empresa estatal alemã. Após o fim da Segunda Guerra Mundial e a subsequente ocupação dos aliados na Alemanha, todas as aeronaves no país foram destruídos e a linha aérea encerrada. Em 1954, a Lufthansa, linha aérea da Alemanha Ocidental, adquiriu a marca Lufthansa. Em 1955, a Deutsche Lufthansa foi fundada como empresa estatal rival na Alemanha Oriental. Logo se tornou óbvio que a linha aérea da Alemanha Oriental iria perder o processo judicial pelo uso da marca Lufthansa. Como consequência, foi criada a Interflug em 18 de Setembro de 1958 como uma empresa "reserva", inicialmente para complementar a indústria aeronáutica da Alemanha Oriental ao operar voos charter. Em 1963, a Deutsche Lufthansa oriental foi encerrada, oficialmente devido a baixa rentabilidade. Seus funcionários, aeronaves e rotas foram transferidas para a Interflug, que serviu então como empresa aérea estatal.

### Linha aérea da Alemanha Oriental
Como linha aérea estatal, a Interflug com cerca de 8.000 funcionários, estava sob controle do Conselho Nacional de Defesa da República Democrática Alemã, que assumia o controle supremo das forças armadas da Alemanha Oriental. A maior parte dos pilotos da Interflug eram oficiais da reserva do Exército Nacional Popular (e como tais deveriam ser membros do Partido Socialista Unificado da Alemanha), e todas as suas aeronaves poderiam ser utilizadas como militares a qualquer momento. Klaus Henkes, que se tornou Diretor Geral da empresa em 1978, serviu anteriormente como general da Força Aérea do Exército Nacional Popular. Pessoas que gostariam de trabalhar como comissário deveriam ser aprovados pela Stasi, afim de verificar sua confiabilidade política, minimizando a espionagem e tentativa de fugir para países ocidentais. Sob o aviso de suspensão, não era permitido aos tripulantes da Interflug se associarem com empregados de empresas aéreas baseadas em países não socialistas.
Na década de 1960, a companhia teve um crescimento significativo, tendo preocupações com seus destinos e a forta de aeronaves soviéticas. O avião comercial turboélice Ilyushin Il-18 se tornou o principal avião de voos curtos da Interflug durante este período. A companhia teve a intenção de ser a operadora primária do Baade 152, um avião a jato construído na Alemanha Oriental. O desenvolvimento nunca foi além da fase de protótipo, sendo abandonado em 1961. Em 1969, o Tupolev Tu-134 foi introduzido, o primeiro avião a jato operado pela Interflug. Foi operado nas rotas europeias desta companhia. O avião de longo alcance Il-62 se tornou parte de sua frota em1971. No mesmo ano, o número anual de passageiros da Interflug chegou a 1 milhão.
Após as crises de energia de 1970 com o crescente custo de combustível, a Interflug gradualmente diminuiu suas rotas domésticas. O último voo regular (de Berlim Leste para Erfurt) ocorreu em Abril de 1980.

### Final da década de 1980 e Reunificação da Alemanha
Durante a década de 1980 a Interflug teve de lidar com crescentes problemas devido a idade de sua forta: a eficiência energética provou ser inferior comparado (à época) com os modelos ocidentais modernos e os regulamentos de redução de ruído traziam um maior custo nas taxas de pouso para a companhia, em alguns casos até sendo banida de operar em alguns aeroportos. Os aviões comerciais ocidentais (mais notavelmente os produzidos pela Boeing, McDonnell Douglas ou Airbus) não podiam ser entregues a países do Bloco do Leste devido ao embargo feito pela CoCom (em inglês:  Coordinating Committee for Multilateral Export Controls). Após o acordo entre a Boeing e a LOT Polish Airlines da compra de seis Boeing 767 e para reconhecer o movimento Perestroika, os aviões comerciais ficaram livres do embargo em 1988. Além da LOT, a Malév Hungarian Airlines também adquiriu aeronaves da Boeings em 1988. No mesmo ano, a Interflug fez um pedido de três Airbus A310, em um negócio de DEM 420 milhões. O negócio foi assegurado com o financiamento de Franz Josef Strauss, então Ministro-Presidente da Bavária, executivo da Airbus e responsável pelos empréstimos da Alemanha Ocidental para a Alemanha Oriental.
O primeiro Airbus A310 foi entregue para a Interflug em 26 de Junho de 1989. Os tripulantes foram treinados para a nova aeronave na Alemanha Ocidental, onde os serviços de manutenção também eram executados. O A310 permitiu voos sem escalas para Cuba (anteriormente, os voos precisavam parar para reabastecimento no Aeroporto Internacional de Gander no Canadá).
Após a Queda do Muro de Berlim em 9 de Novembro de 1989 e as mudanças políticas na Alemanha Oriental, muitas empresas aéreas expressaram intenções de adquirir a companhia altamente não lucrativa, afim de pegar uma parte do mercado alemão, especialmente em Berlin. No começo de Março de 1990, a Lufthansa assinou uma carta de intenção de adquirir 26 por cento da Interflug, mas a oferta foi bloqueada pelo Escritório Federal de Cartéis (em alemão:  Bundeskartellamt). Planos de uma aquisição pela British Airways não se materializaram (ao invés, a DBA foi criada em 1992). No dia 1 de Julho de 1990, a Interflug se tornou membro da Associação Internacional de Transportes Aéreos (IATA).
Como consequência da Reunificação da Alemanha em 3 de Outubro de 1990, a Interflug passou a ser administrada pela Treuhandanstalt, junto com outras empresas estatais da Alemanha Oriental. Como não foram encontrados investidores, foi anunciado em 7 de Fevereiro de 1991 que a Interflug com seus 2.900 funcionários e 20 aeronaves seria encerrada. O último voo comercial (na rota Berlin-Viena-Berlin usando um Tu-134) ocorreu em 30 de Abril de 1991.

## Legado

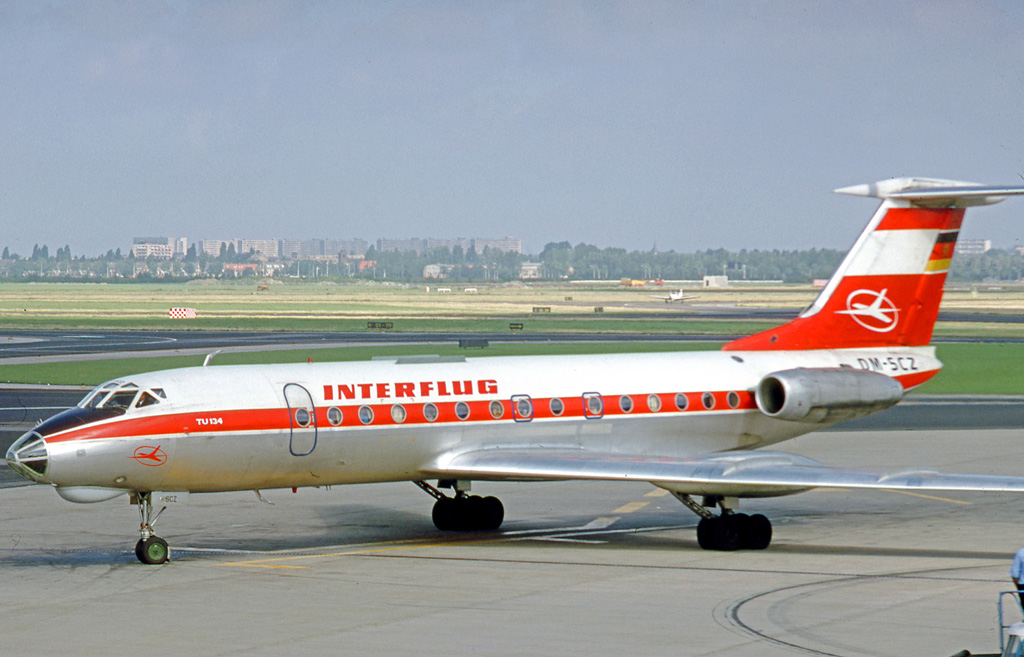
Um Tupolev Tu-134 da Interflug no Aeroporto de Amesterdão Schiphol em 1977

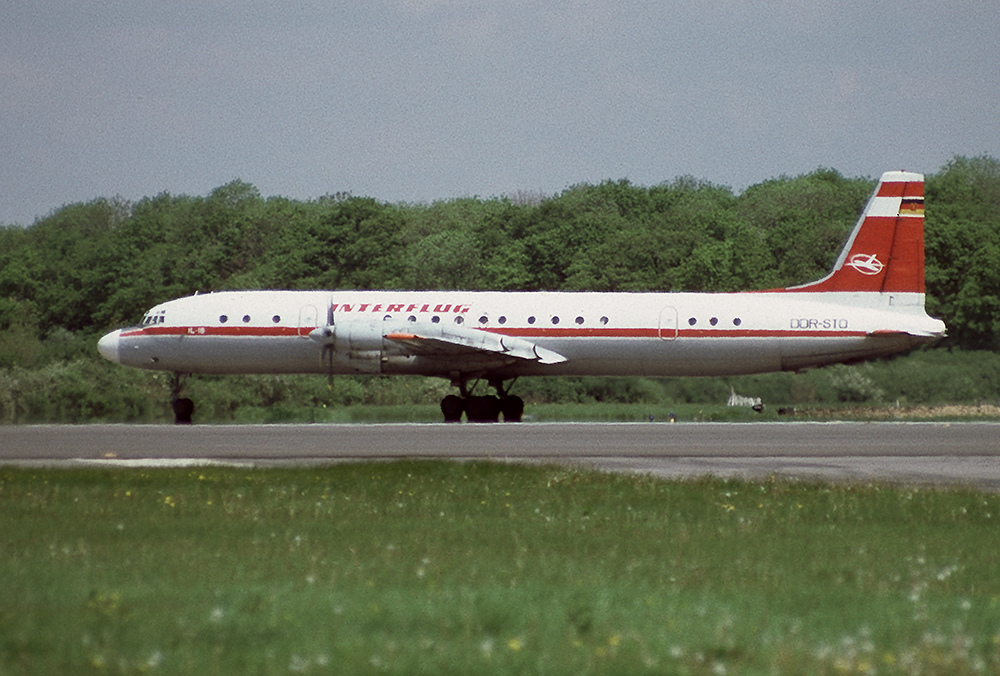
Um Ilyushin Il-18 durante um serviço charter no Aeroporto de Londres Gatwick, Reino Unido (1985).

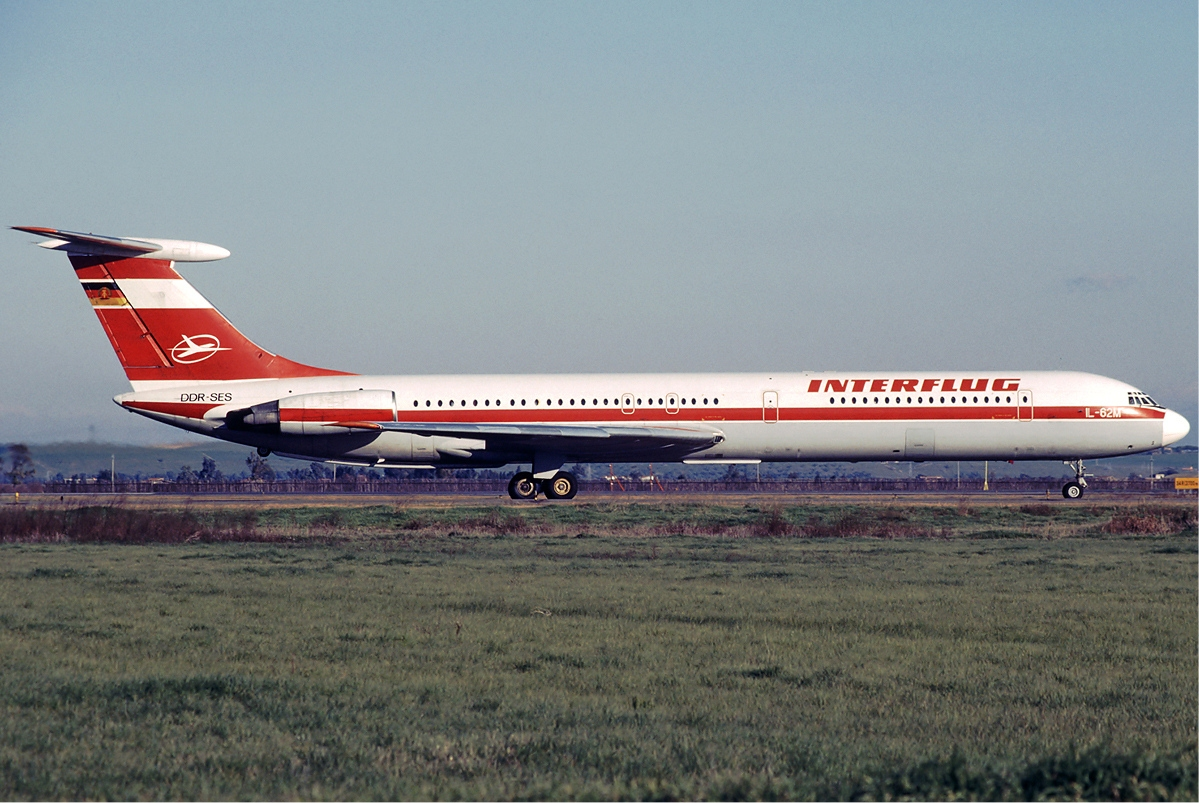
Um Ilyushin Il-62 no Aeroporto Internacional de Roma (1988)

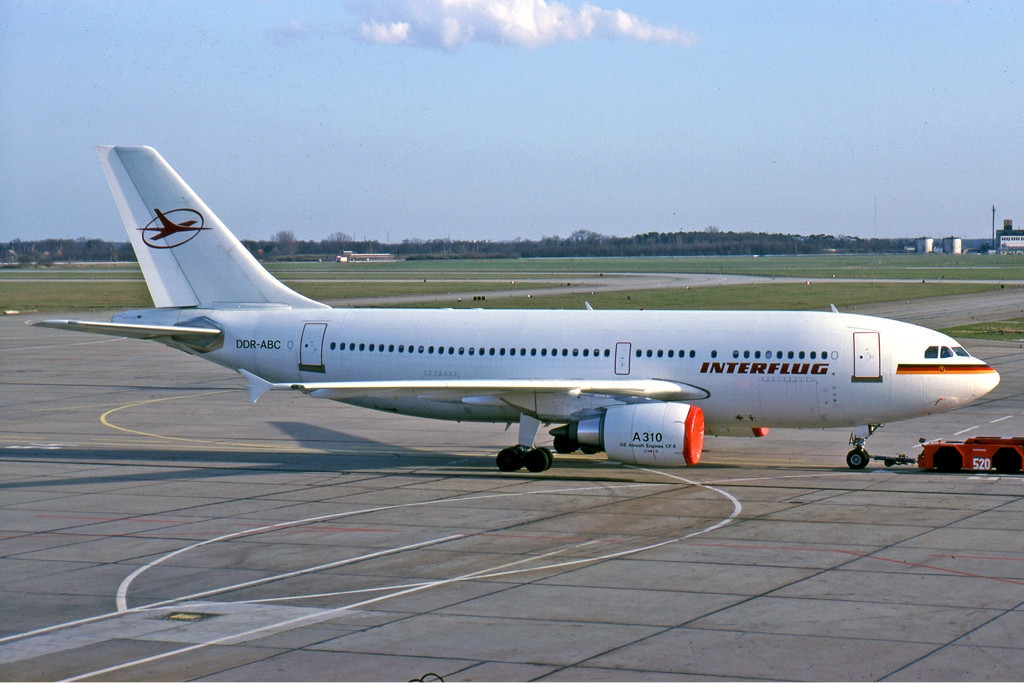
Um Airbus A310 da Interflug no Aeroporto de Schönefeld (1990).

Após seu encerramento, um grupo de ex-empregados da companhia adquiriram cinco Ilyushin Il-18 e montaram a Il-18 Air Cargo, que logo se tornou conhecida como Berline, operando voos charter de carga e passageiro saindo do aeroporto de Schönefeld.
Os três A310 comprados pela Interflug em 1988 foram transferidas de propriedade da Treuhandanstalt para a República Federativa da ALemanha. Desta forma, foram operados pela Força Aérea Alemã, sendo também utilizadas para transporte VIP de políticos como o Presidente da Alemanha ou Chanceler da Alemanha.
Várias aeronaves da Interflug foram preservadas em diversos locais na Alemanha.

## Frota

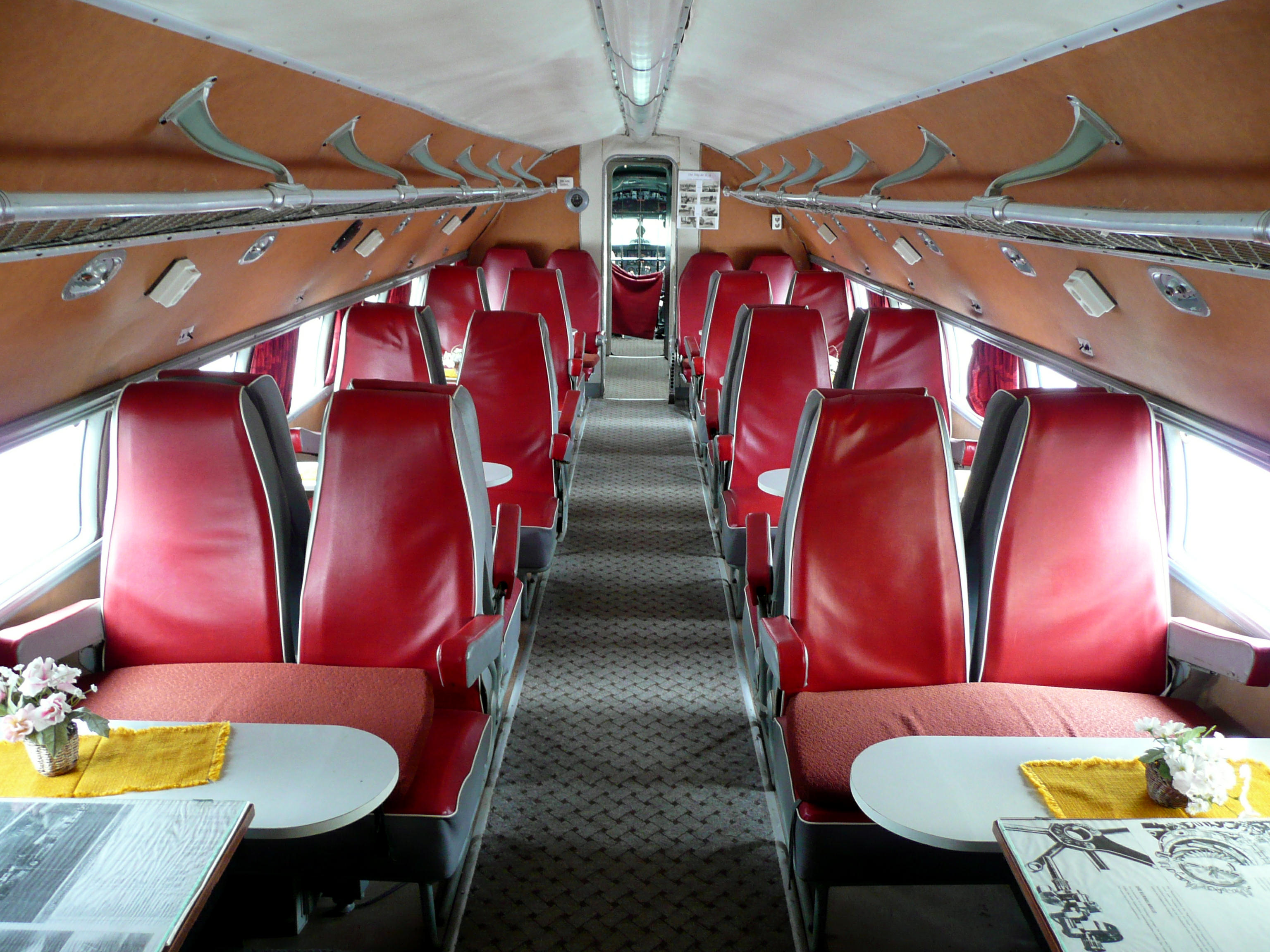
Interior de um Ilyushin Il-14 preservado operado pela Interflug (2008)

Ao longo dos anos, a Interflug operou os seguintes tipos de aeronaves em seus voos comercias:
| Aaeronave      | Introduzida | Aposentada |
| -------------- | ----------- | ---------- |
| Aero Ae-45     | 1956        | 1961       |
| Airbus A310    | 1989        | 1991       |
| Antonov An-2   | 1957        | 1962       |
| Antonov An-24  | 1966        | 1975       |
| Dash 8-100     | 1990        | 1991       |
| LET L-410      |             | 1991       |
| Ilyushin Il-14 | 1955        | 1967       |
| Ilyushin Il-18 | 1961        | 1991       |
| Ilyushin Il-62 | 1970        | 1991       |
| Tupolev Tu-134 | 1969        | 1991       |
| Tupolev Tu-154 |             | 1991       |